# 한국글로벌셰프고등학교
한국글로벌셰프고등학교(韓國글로벌셰프高等學校)는 대한민국 인천광역시 강화군 내가면 고천리에 있는 사립 고등학교이다.

## 학교 연혁
- 1972년 6월 17일 : 학교법인 삼량학원 설립 허가
- 1972년 12월 26일 : 초대 윤옥상 이사장 취임
- 1973년 1월 6일 : 삼량중ㆍ종합고등학교 인가(보통과 6학급, 공예과 3학급, 중학교 9학급)
- 1973년 3월 5일 : 개교 및 입학식
- 1973년 3월 8일 : 초대 김규만 교장 취임
- 1974년 6월 25일 : 실습실 3교실 증축
- 1974년 12월 31일 : 신축교사 준공
- 1999년 12월 : 학교식당, 멀티미디어실 준공
- 2001년 3월 1일 : 삼량종합고등학교에서 삼량고등학교로 교명 변경
- 2009년 5월 14일 : 청호관(체육관) 준공
- 2011년 3월 26일 : 기숙사(삼희재) 준공
- 2017년 2월 28일 : 삼량중학교 폐교
- 2019년 10월 24일 : 직업계고 고교학점제 선도학교 선정
- 2022년 3월 1일 : 한국글로벌셰프고등학교로 교명 변경
- 2024년 1월 11일 : 제49회(조리과학과 2기) 74명 졸업(졸업생 누계 5,812명)
- 2024년 3월 1일 : 제16대 방형욱 교장 취임
- 2024년 3월 5일 : 한국글로벌셰프고등학교 조리과학과 5기 77명 입학

## 설치 학과
- 조리과학과

## 참고 자료
- 한국글로벌셰프고등학교 - 한국교육학술정보원 학교알리미